# Jasna (Dzierzgoń)
Jasna (deutsch Lichtfelde, früher Lichtenfeldt oder Lichtfelde) ist ein Dorf in der Stadt- und Landgemeinde (Gmina) Dzierzgoń (Christburg) im Powiat Sztumski (Stuhmer Kreis) der polnischen Woiwodschaft Pommern.

## Geographische Lage
Das Kirchdorf liegt im ehemaligen Westpreußen, etwa zwanzig Kilometer nordöstlich von Stuhm (Sztum), 18 Kilometer ostsüdöstlich von Marienburg (Malbork) und zehn Kilometer nordnordwestlich von Christburg (Dzierzgoń).

## Geschichte

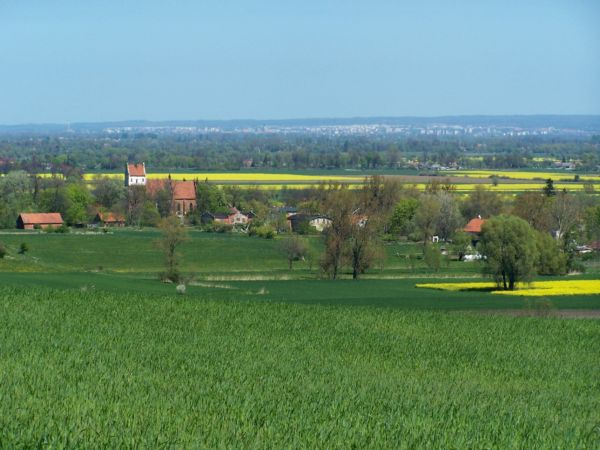
Dorfpanorama (2007)

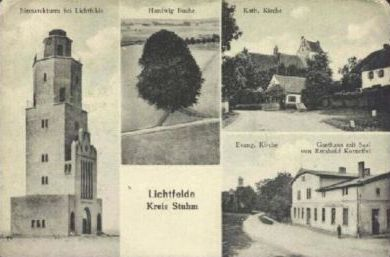
Bild-Postkarte mit Bildmotiven von Lichtfelde (vor 1918)

Ältere Ortsbezeichnungen sind zum Lichtenfeld (1350) und Lichtenfelden (1354). Wie Funde von Steinkistengräbern der Bronzezeit belegen, war der Ort schon in vorgeschichtlicher Zeit bewohnt gewesen. Die Ortschaft ist zur Ordenszeit als deutsches Bauerndorf durch den Christburger Komtur Helwig von Goldbach (im Amt 1288–1289) gegründet worden.  1254, am St.-Antonius-Tag (13. Juni), stellte Bruder Conrad von Bruningsheim, oberster Trappier und Komtur zu Christburg, eine neue Handfeste aus, wonach die Feldmark des Dorfs 123 Hufen umfassen und kulmisches Recht gelten solle. Gegen Ende des 14. Jahrhunderts gelangte Lichtenfelde in den Marienburger Verwaltungsbezirk.
Im Jahr 1411, am 29. September 1628 sowie auch am 21. Januar 1629 erfolgten Plünderungen durch die Polen.
1526, oder kurz zuvor, kam Lichtfelde zugleich mit der Starostei Christburg in den Besitz des Achatius von Zehmen. Es erfolgte nun die Umwandlung des wohl durch die Kriege des 15. Jahrhunderts verwüsteten Bauerndorfs in ein Rittergut. Nachdem Fabian III. von Zehmen 1636 verstorben war, kam Lichtfelde an seinen Schwiegersohn Siegmund Freiherr von Güldenstern († 1675), von dem es wieder dessen Schwiegersohn, Wladyslaw Los, Woiwode von Marienburg, erbte, dessen Familie noch 1804 einen Anteil besaß. Anteile B und C besaß um 1804 Joseph von Kruschinski, der 1821 von seinem Gut zehn kleinere bäuerliche Besitzungen abtrennte, nachdem er schon 1804 Anteile von Lichtfelde in Erbpacht ausgegeben hatte. Durch diese Maßnahmen ist das Gut wieder zur Landgemeinde geworden.
Im Jahr 1945 gehörte die Landgemeinde Lichtfelde zum Landkreis Stuhm im Regierungsbezirk Marienwerder im Reichsgau Danzig-Westpreußen des Deutschen Reichs. Lichtfelde war Sitz des Amtsbezirks Lichtfelde.
Im Januar 1945 wurde Lichtfelde von der Roten Armee besetzt. Nach Beendigung der Kampfhandlungen wurde die Region seitens der sowjetischen Besatzungsmacht zusammen mit ganz Hinterpommern und der südlichen Hälfte Ostpreußens – militärische Sperrgebiete ausgenommen – der Volksrepublik Polen zur Verwaltung überlassen. Lichtfelde wurde unter der polnischen Ortsbezeichnung „Jasna“ verwaltet. Die einheimische deutsche Bevölkerung wurde mit wenigen Ausnahmen von der polnischen Administration aus Lichtfelde vertrieben.

### Demographie
| Jahr | Einwohner | Anmerkungen |
| ---- | --------- | --- |
| 1783 | –         | adliges Gut mit einer katholischen und einer evangelischen Kirche, 79 Feuerstellen (Haushaltungen), in Westpreußen               |
| 1818 | 653       | Lichtfelde, mit Bärenwinkel, Dorf in zwei Anteilen, adlige Besitzung, zwei Mutterkirchen                                         |
| 1864 | 1232      | adliges Dorf, darunter 687 Evangelische und 506 Katholiken                                                                       |
| 1910 | 824       | Landgemeinde, am 1. Dezember, darunter 571 Evangelische, 242 Katholiken und zwei Juden; 21 Personen mit polnischer Muttersprache |
| 1933 | 745       | [ 8 ] |
| 1939 | 668       | [ 8 ] |

## Kirche
Den hier bis 1945 anwesenden Dorfbewohnern standen zwei Pfarrkirchen zur Verfügung, eine evangelische und eine katholische; die beiden Gotteshäuser und ihr Inventar sind von Schmid 1909 ausführlicher beschrieben worden.
Die katholische Kirche wurde schon durch Helwig von Goldbach mit zwei freien Hufen dotiert. Der Komtur Sieghard von Schwarzburg (1301–1315) verlieh der Kirche die dritte Hufe, die vierte war zinspflichtig. Nach der Reformation waren die Dorfbewohner fast ausnahmslos zur evangelischen Konfession übergetreten. 1585 gelangte die alte Kirche in den Besitz der evangelischen Gemeinde – ihr Patron war seinerzeit Fabian von Zehmen der Jüngere († 1605) gewesen. 1668 musste die Kirche zurückgegeben werden, doch war diese schon vor dem Zweiten Nordischen Krieg (1656–1660) ganz abgebrannt, so dass nur noch der Turm und die Mauern standen. Der Wiederaufbau der Kirche erfolgte durch die Patronin Anna von Güldenstern, geb. Freiin von Zehmen († 1673). Größere Reparaturen wurden 1827, 1880–1881 und 1908 vorgenommen.
Die evangelische Gemeinde erbaute sich 1669 ein eigenes Kirchengebäude, das aber 1704 abgebrochen und durch ein neues ersetzt werden musste. 1792 wurde auch dieses Gebäude abgebrochen und am 22. September 1793 ein neues Gebäude eingeweiht. Diese in Fachwerk-Bauweise ausgeführte Kirche mit Orgel und ohne Turm hatte seit 1856 drei Glocken im Glockenstuhl.
Evangelische Prediger bis 1945
- Nicolaus Waldau, Verfechter der reinen Lutherschen Lehre, soll 1583 hier der erste evangelische Prediger gewesen sein, ging 1611 nach Preußisch Mark[2]
- Theophil Klein, † 1625[2]
- Michael Niedrig, 1625–1633[2]
- George Ninnich, ging 1636 nach Mewe[2]
- George Severus, † 1652[2]
- Joh. Ostrow, aus Lublin, ehemaliger Jesuit, ging 1658 als Diakon nach Neidenburg[2]
- Joh. Wismar, 1659–1673, wurde nach Christburg berufen[2]
- Mich. Steinhövel, 1673–1681[2]
- Christoph Bergmann, durch Krieg aus Pommern vertrieben, wirkte hier bis 1683[2]
- Theodor Cunov, aus Riesenburg, vorher als Pfarrer in Wernersdorf vom Gutsherrn wegen einer Predigt abgesetzt, ging nach Elbing und wurde später Prediger in Pomehrendorf[2]
- Jacob Zillich, aus Losendorf, 1688–1738[2]
- Joh. Emanuel Zillich, Sohn des Vorigen, dem er eine Zeit lang beigestellt war, ging 1733 nach Christburg[2]
- George Schuhmacher, † 1738 durch Krankheit in Elbing[2]
- Simon Görke, aus Alt-Christburg, 1738–1778[2]
- Friedrich Simon Hartwich, 1787–1827[2]
- Gustav Adolf Leopold Hartwich, geb. in Lichtfelde, 1827–1830, ging nach Stalle[2]
- Alexander Friedrich Julius Steinbrück, 1831[2]